# Parti patriotique irlandais
 (mai 2022).
Le Parti patriotique irlandais (en anglais : Irish Patriot Party) est le nom donné à un certain nombre de groupes politiques irlandais, tout au long du XVIIIe siècle. Il s'agissait surtout de partisans de la liberté individuelle associée à un nationalisme irlandais qui rejetait toute idée d'indépendance mais préconisait une forte autonomie au sein de l'Empire britannique.
Comme le Parlement d'Irlande, le corps législatif irlandais de l'époque, interdisait les membres catholiques, les membres élus du parti étaient exclusivement des protestants anglicans (épiscopaliens). Leur principal succès fut la Constitution de 1782, qui donna à l'Irlande une certaine autonomie.